# デッドパン

映画『キートンの蒸気船』のバスター・キートン

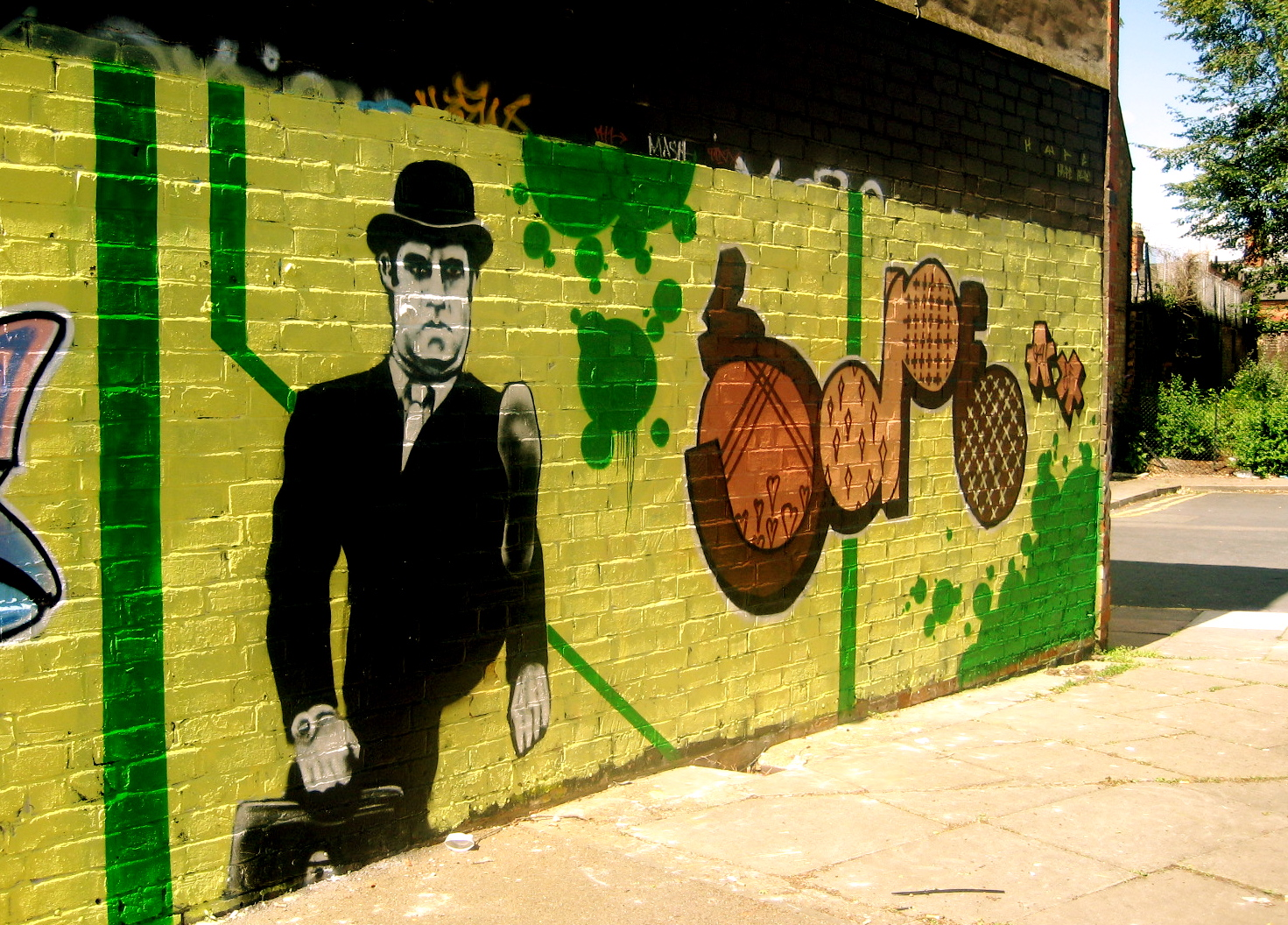
レスターのクラレンドン・パークの壁に描かれた『バカ歩き省』の落書き

デッドパン（Deadpan）は、出来事の可笑しさに対して「何とも思っていない」または「何も感じていないよう」に無表情で反応する喜劇の表現。鈍感、皮肉、ぶっきらぼう、意図的でないものとして使われる。ドライ・ユーモア（dry humour、乾いたユーモア、とぼけたユーモア）、deep pan、 dry wit humourとも言われる。

## 語源
1920年代に形容詞、副詞としてつくられた演劇用語で、dead（死んだ、何も感じていない）とpan（「顔」の俗語）の複合語。もともとは『パーンは死んだ』の言葉遊びであったようで、オックスフォード英語辞典で最初に掲載された時の意味は「無表情で役を演じること」で、出典はニューヨーク・タイムズ（1928年）だった。一方、映画『スピード花嫁』（1934年）では名詞として使われている。ギャング同士の電話の会話で「give it a dead pan」（panを強調した言い方）と言う。これは重要な話の内容を部屋にいる誰かに気づかれるなという意味である。1942年には動詞としても使われるようになった。

## 例
バスター・キートンはヴォードヴィル時代初期にデッドパンを磨いた。キートンは笑っている時よりも無表情の時の方が観客に受けが良いと気づき、サイレント映画でもそれを使った。短編映画『The Beau Brummels』（1928年）で、寄席芸人コンビのアル・ショー＆サム・リーは全編デッドパンで演じた。『フライングハイ』もほとんどがデッドパンで演じられた。
テレビのシチュエーション・コメディでもデッドパンは使われている。『ラリーのミッドライフ★クライシス』、『アレステッド・ディベロプメント』、『マイネーム・イズ・アール』、『ブルックリン・ナイン-ナイン』（レイモンド・ホルト署長役のアンドレ・ブラウアー）、『パークス・アンド・レクリエーション』（エイプリル・ラッジゲート役のオーブリー・プラザ）、『iCarly』（サム・パケット役のジェネット・マッカーディ）、『ルイー 』のルイ・C・K、スティーヴン・ライト (俳優)、など。
デッドパンはブリティッシュ・ユーモアの中でも使われる。『フォルティ・タワーズ』（バジル・フォルティ役のジョン・クリーズ）、『ブラックアダー』（エドマンド・ブラックアダー役のローワン・アトキンソン）、モンティ・パイソンの『バカ歩き省』、リッキー・ジャーヴェイス、映画『I'm All Right Jack』（1959年）で英国映画テレビ芸術アカデミー最優秀男優賞を受賞したピーター・セラーズ、アリ・Gやボラット・サグディエフといったキャラクターに扮するサシャ・バロン・コーエン演じる、『スパイス・ザ・ムービー』のヴィクトリア・ベッカム、など。
ドライ・ユーモアは知識人・インテリのユーモアと混同されることが多い。台詞や身振りから笑うのではなく、観客が台詞、身振り、文脈の中から笑いを探さなくてはならないからである。わからなければ笑えない。しかし、デッドパンという言葉は無表情という身振りに限定して使われる。
小説家の司馬遼太郎は、紀行文集街道をゆくシリーズの『愛蘭土紀行』において、アイルランド特有の気質としてこのデッドパンを紹介している。